# NN Sin identidad
NN: Sin identidad es una película dramática coproducida internacionalmente del 2014 dirigida por Héctor Gálvez. La película fue seleccionada como la entrada peruana a la Mejor Película en Idioma Extranjero en los 88 Premios de la Academia, pero no fue nominada.

## Argumento
La película narra el diario transcurrir de un antropólogo forense y su equipo, quienes trabajan investigando cadáveres de víctimas durante la Época del Terrorismo en Perú enterrados en fosas clandestinas que deben identificar.

## Reparto
- Paul Vega
- Antonieta Pari
- Isabel Gaona
- Lucho Cáceres
- Gonzalo Molina
- Manuel Gold
- Amiel Cayo
- Fiorella Díaz
- Andrea Pacheco

## Producción
NN: Sin identidad (que previamente se iba a titular solo NN), fue presetranada en el Centro Cultural de la PUCP, y se estrenó en agosto de 2015 el Festival de Cine de Lima y comercialmente el 17 de septiembre de 2015. A nivel internacional fue estrenada en el Festival de Cine de Roma.
La película recibió críticas positivas de los principales medios peruanos e internacionales.

## Premios y nominaciones
| Año  | País           | Lugar                                           | Premio                                 | Nominado          | Resultado   | Ref.          |
| ---- | -------------- | ----------------------------------------------- | -------------------------------------- | ----------------- | ----------- | ------------- |
| 2014 | Italia         | Festival de Cine de Roma                        |                                        |                   | Incluida    | [ 6 ] [ 9 ]   |
| 2015 | Perú           | Asociación de Peruana de Prensa Cinematográfica | Premio APRECI - Mejor película peruana | NN: Sin identidad | Ganadora    | [ 3 ] [ 10 ]  |
| 2015 | Colombia       | Festival de Cine de Cartagena de Indias (FICCI) | Mejor dirección                        | Héctor Gálvez     | Ganador     | [ 3 ] [ 10 ]  |
| 2015 | Países Bajos   | Festival de Cine de Róterdam                    |                                        | NN: Sin identidad | Nominada    | [ 11 ]        |
| 2015 | Estados Unidos | Festival Internacional de Cine de Palm Springs  | Premio Cine Latino                     | Héctor Gálvez     | Nominado    | [ 9 ]         |
| 2016 | Estados Unidos | Premios Óscar                                   | Mejor Película de Lengua Extranjera    | NN: Sin identidad | Prenominada | [ 10 ] [ 12 ] |